# Campaign Speech
Campaign Speech (Discours de campagne) est une chanson du rappeur américain Eminem sortie le 19 octobre 2016 dans laquelle le chanteur s'en prend violemment à Donald Trump, à la fin de la campagne qui oppose ce dernier à la candidate du Parti démocrate Hillary Clinton lors de l'élection présidentielle américaine de 2016.

## Publication
Eminem, qui ne parle jamais beaucoup de politique dans ses interviews mais a déjà avoué être davantage de gauche, diffuse le morceau de façon inattendue en le mettant en ligne le mercredi 19 octobre 2016 via son compte Twitter à 18h17 et via son compte Facebook à 18h20, quelques heures avant le dernier débat télévisé entre Hillary Clinton et le milliardaire, soit le lendemain de la diffusion du film Michael Moore in TrumpLand et cinq jours après la vidéo parodique Grab'm by the Pussy de will.i.am.
Eminem indique également à cette occasion qu'il travaille sur un nouvel album,.

## Contenu
Dans Campaign Speech (« Discours de campagne » en français), Eminem s'en prend violemment à Donald Trump, candidat du Parti républicain à l'élection présidentielle américaine de 2016,.
Le chanteur y offre sa vision de l'Amérique d'aujourd'hui et déballe un semblant de programme politique, s'en prenant à tout ce qui le dérange dans l'Amérique actuelle. Il y prend aussi fait et cause pour le mouvement Black Lives Matter.
Écrit dans un style provocant, violent et incisif, le morceau regorge d'attaques directes contre le candidat républicain à la Maison-Blanche et ses partisans.
Il s'en prend également aux partisans du candidat du Grand Old Party : « run the faucet, I’ma dunk a bunch of Trump supporters underwater. » (« Ouvrez le robinet/Je vais plonger la tête des supporters de Trump sous l'eau »,).
S'adressant à ceux qui prévoient de voter pour Trump, le rappeur déclame : « Considérez-moi comme un homme dangereux mais vous devriez être terrifié par ce maudit candidat / Vous dites que Trump n'est pas un lèche-cul comme une marionnette / Parce qu'il finance sa campagne lui-même / Et c'est ce que vous vouliez / Un maudit imprévisible qui a la main sur la gâchette / Qui n'a pas à répondre à personne / Grande idée. »,,,,.
Mais Eminem et Donald Trump n'ont pas toujours été adversaires : au lancement de son album Encore en 2004, Eminem avait invité Trump à parler avant son discours,,. À cette occasion, Donald Trump avait déclaré « I know a winner when I see one, and Donald Trump is telling you right now, Slim Shady is a winner. He's got brains, he's got guts, and he's got Donald Trump's vote! » (Je sais reconnaître un gagnant quand j'en vois un, et Donald Trump vous dit que Slim Shady est un gagnant. Il a un cerveau, il a des tripes et il a le vote de Donald Trump!).

## Style
D'une durée de plus de 7 minutes, le morceau constitue un rap freestyle sans beaucoup de musique et ressemble davantage à un long monologue qu'à une chanson.

## Accueil
Le jour même de la diffusion, David Duke, ancien « Grand Wizard » du Ku Klux Klan, attaque le morceau en affirmant sur Twitter que le rappeur « empoisonne l'esprit de notre jeunesse depuis des années ». Il y décrit également Eminem comme une marionnette des producteurs Paul Rosenberg et de Jimmy Iovine.
Le site Conservative Review souligne quant à lui le parallélisme frappant entre la carrière politique de Trump et la carrière de rappeur d'Eminem, même si Eminem ne peut l'accepter : ils sont tous deux directs, vulgaires et anti-élites, et ont tous deux eu à souffrir des élites libérales.